# Kimpa Vita

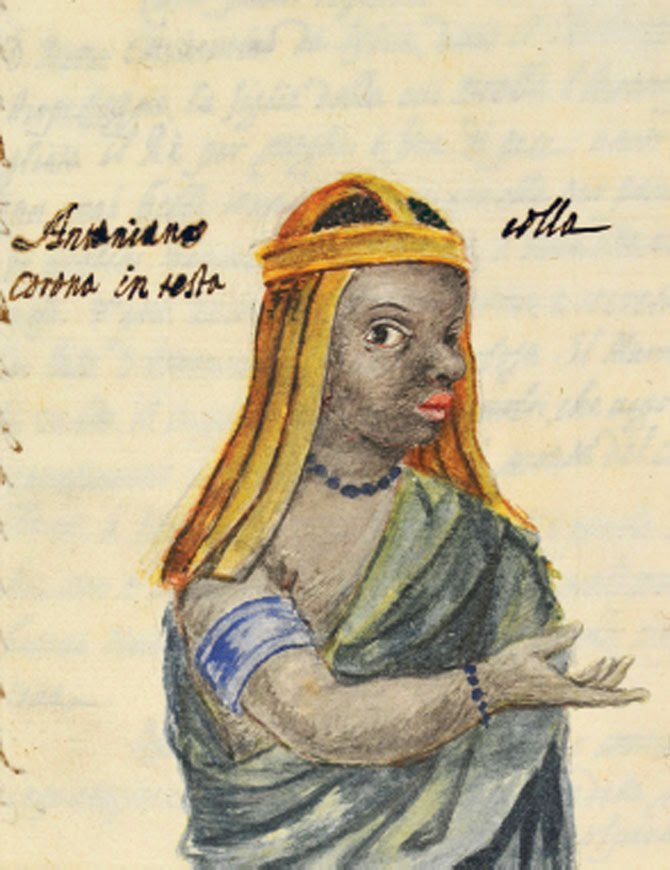

Dona Beatriz Kimpa Vita (1684 – 02 tháng 7 năm 1706), là một nhà tiên tri và người lãnh đạo phong trào Cơ đốc giáo tại Vương quốc Kongo thời trung đại.

## Đầu đời
Beatriz Kimpa Vita, còn được biết đến là Beatrice của Vương quốc Kongo, được sinh ra gần Núi Kibangu ở Vương quốc Kongo vào khoảng năm 1684, hiện là một phần của Angola hiện đại. Cô sinh ra trong một gia đình quý tộc Kongo, tên là Mwana Kongo. Một số học giả hiện đại tin rằng cô có mối quan hệ với Vua António I (1661 - 1665), người đã chết trong trận chiến Mbwila (Ulanga) năm 1665.
Vào thời điểm sinh ra, Vương quốc Kongo đã bị nội chiến xé nát. Những cuộc chiến này đã bắt đầu ngay sau cái chết của Vua António I và dẫn đến việc t thủ đô cổ Salvador bị sụp đổ(Mbanza Kongo ngày nay) vào năm 1678 và chia cắt đất nước thành nhiều vùng, đứng đầu mỗi vùng là những kẻ giả danh vua lên ngôi.
Salve Antoniana đã dạy rằng Thiên Chúa chỉ quan tâm đến ý định của các tín đồ, không liên quan đến bí tích hay việc tốt, và Saint Anthony là người vĩ đại nhất - thực tế, là "Thiên Chúa thứ hai". Ngoài ra, cô dạy rằng các nhân vật chính trong Kitô giáo, bao gồm Jesus, Mary và Saint Francis, đều sinh ra ở Vương quốc Kongo cổ đại và thực tế là người Kongo.